# 上幌加内駅

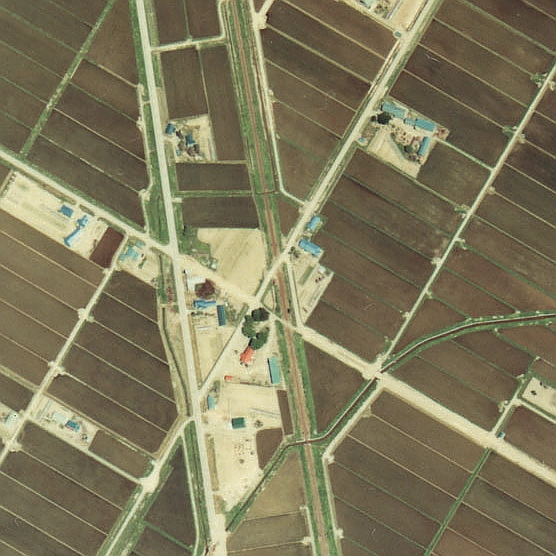
1977年の上幌加内駅と周囲約500m範囲。上が朱鞠内方面。中央十字路の右上踏切手前にゴマ粒ほどの待合室。その横、線路との間にかすかに短いホームが確認できる。

上幌加内駅（かみほろかないえき）は、北海道（空知支庁）雨竜郡幌加内町字上幌加内にかつて存在した、北海道旅客鉄道（JR北海道）深名線の駅（廃駅）である。

## 歴史
深名線では1955年（昭和30年）8月9日にレールバス（キハ01形）の運行が開始されたが、それに伴って多数開業した仮乗降場由来の駅の一つである。

### 年表
- 1955年（昭和30年）8月20日：日本国有鉄道（国鉄）深名線の上幌加内仮乗降場（局設定）として開業[3]。
  - ただし、『幌加内村史』では、同年9月16日工事着手、同年9月23日「完成」、としており、仮乗降場の工事完了は完成後であった可能性がある。工事費は10.8万円であり、村費と受益集落で負担した[2]。
- 1987年（昭和62年）4月1日：国鉄分割民営化により、国鉄からJR北海道に継承[1]。同時に駅に昇格、上幌加内駅となる[1]。
- 1990年（平成2年）3月10日：営業キロ設定[1]。
- 時期不詳[注 1] - 簡易委託廃止、完全無人化。
- 1995年（平成7年）9月4日：深名線の全線廃止に伴い、廃駅となる[1]。

### 駅名の由来
幌加内町の雨竜川上流にあるため。

## 駅構造
廃止時点で、1面1線の単式ホームを有する地上駅であった。ホームは線路の西側（名寄方面に向かって左手側）に存在し、分岐器を持たない棒線駅となっていた。
仮乗降場に出自を持つ無人駅となっており、駅舎は無かったがホーム中央部分に小さい待合所を有していた。ホームは板張りであった。
簡易委託駅として、乗車券の販売が行われていた時期もあった（発行年月日不明だが軟券の常備券が確認されている）。

## 利用状況
- 1992年度（平成4年度）の1日乗降客数は2人[5]。

## 駅周辺
幌加内の集落の北の端に位置した。
- 国道275号（空知国道）
- 雨竜川[7]
- ジェイ・アール北海道バス深名線「上幌加内」停留所

## 駅跡
2010年（平成22年）時点では、ホームの一部とホーム部分の線路、駅名標の枠のみが残されていた。2011年（平成23年）時点でも同様であった。ホームには停車場接近標識も移設されており、記念広場のようになっていた。

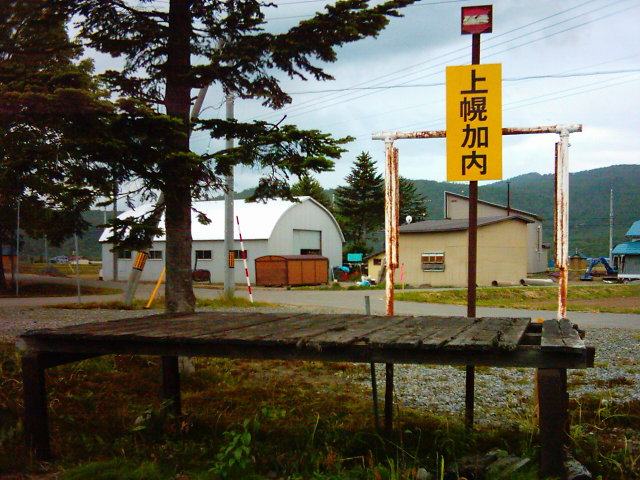
2004年6月14日時点での駅跡
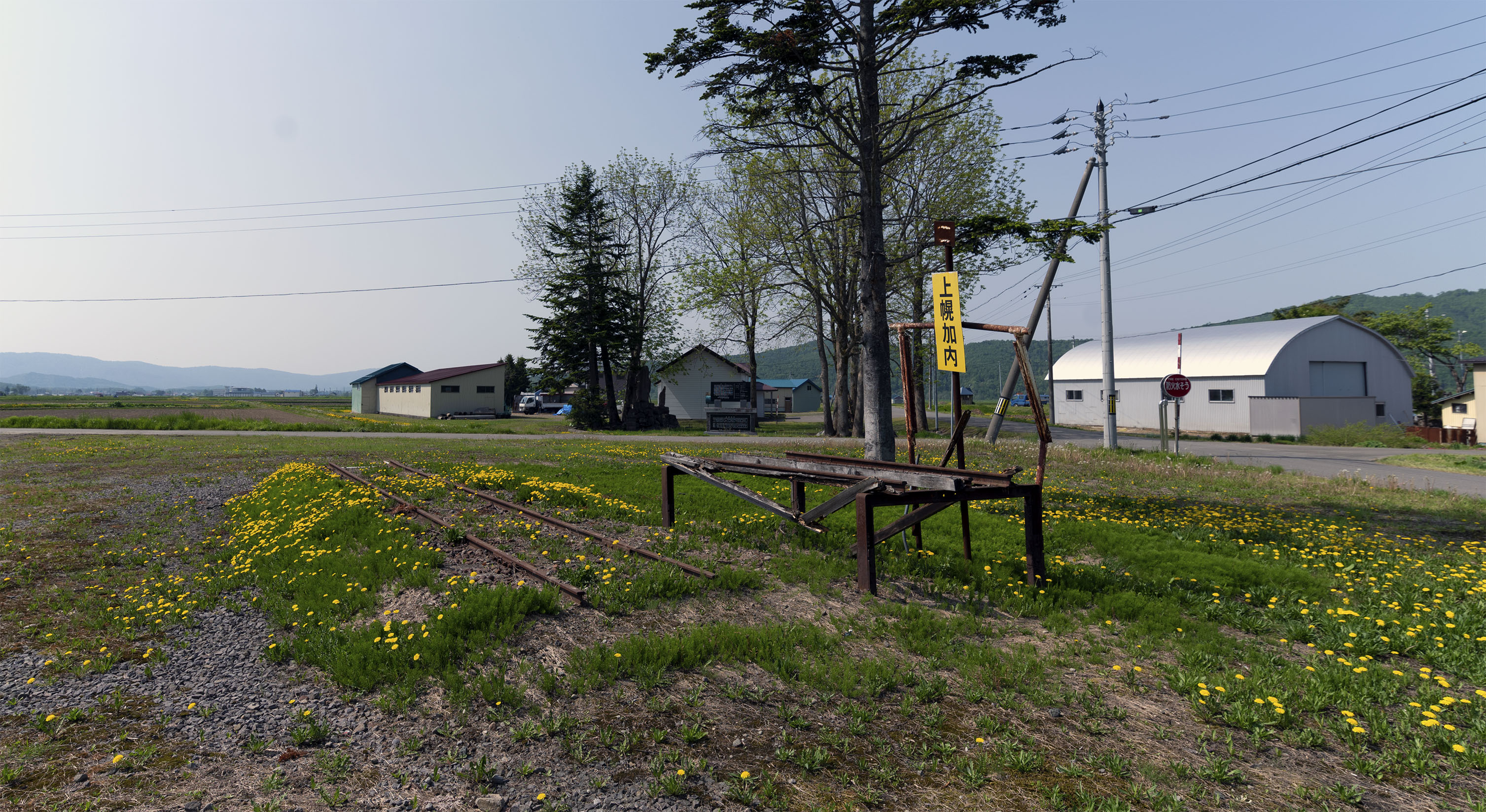
2018年6月4日時点での駅跡。 一部の木造ホームや駅名標枠などが残る （2018年6月4日）

## 隣の駅
廃止時点のものを示す。
北海道旅客鉄道
深名線
幌加内駅 - 上幌加内駅 - 雨煙別駅 - 政和温泉駅 - 政和駅
- 打消線は廃線に先立ち1990年（平成2年）3月10日廃止